# Chrámová mešita v Moskvě
Chrámová mešita v Moskvě (rusky Московская соборная мечеть, Moskovskaja sobornaja mečeť) je hlavní mešita v centru Moskvy s kapacitou 10 tisíc věřících. Stojí severně od středu města, v těsném sousedství olympijského stadionu.
Původní mešita byla vybudována tatarským kupcem a mecenášem Salichem Jerzinem v roce 1904. Kvůli havarijnímu stavu byla 11. září 2011 kontroverzně zbourána. Mluvčí moskevské muslimské duchovní správy Albir Krganov tehdy označil za krutou symboliku fakt, že mešita byla zbořena právě 11. září, deset let po teroristických akcích v USA.
Následně začala být budována nová mešita na stejném místě, která byla 23. září 2015 slavnostně otevřena za přítomnosti ruského prezidenta Vladimira Putina, tureckého prezidenta Recepa Tayyipa Erdoğana a palestinského prezidenta Mahmúda Abbáse. Mešita má dva minarety a sedm kopulí. Největší ve výšce 42 metrů má průměr 27 metrů a je celá pozlacená.
Stavba nové mešity stála 170 milionů dolarů a byla plně financována dárci. Podle ruských tiskových agentur palestinský prezident Mahmúd Abbás dal 25 000 dolarů a dagestánský miliardář Sulejman Kerimov poskytl 100 milionů dolarů. Turecká vláda darovala dveře, lustry a modlitební koberečky.